# Vražkov
Obec Vražkov se nachází v okrese Litoměřice v Ústeckém kraji, necelých 6 km jižně od Roudnice nad Labem, při jihozápadním úpatí hory Říp. Žije v ní 437 obyvatel.

## Historie
První písemná zmínka o obci pochází z roku 1100.

## Obyvatelstvo
|           | 1869 | 1880 | 1890 | 1900 | 1910 | 1921 | 1930 | 1950 | 1961 | 1970 | 1980 | 1991 | 2001 | 2011 |
| --------- | ---- | ---- | ---- | ---- | ---- | ---- | ---- | ---- | ---- | ---- | ---- | ---- | ---- | ---- |
| Obyvatelé | 451  | 509  | 557  | 592  | 628  | 643  | 702  | 542  | 535  | 478  | 393  | 390  | 371  | 418  |
| Domy      | 74   | 79   | 84   | 107  | 108  | 121  | 160  | 163  | 153  | 143  | 128  | 149  | 128  | 158  |

## Pamětihodnosti
- Kaple na návsi

## Galerie

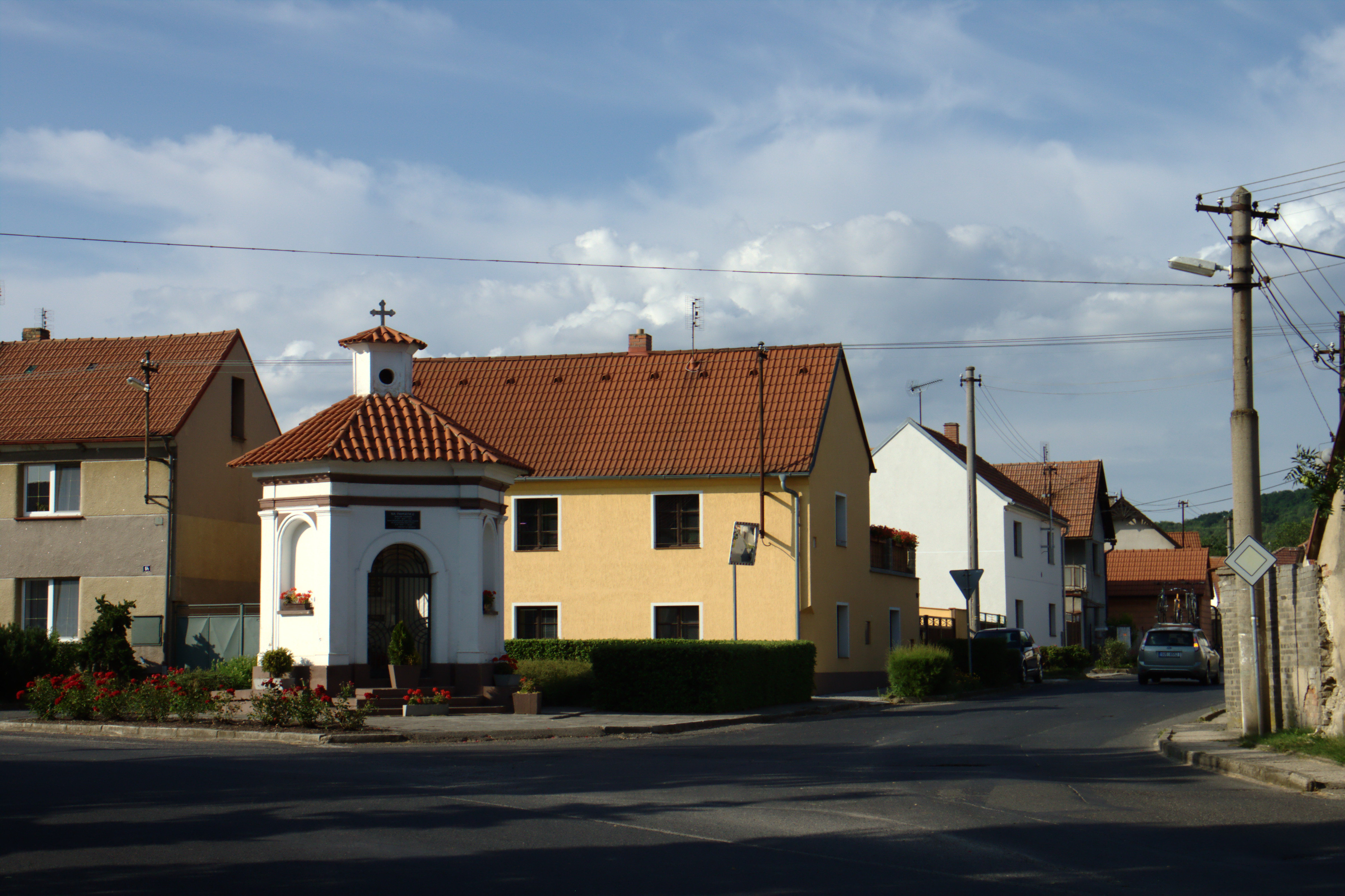
Kaple na křižovatce v centru obce
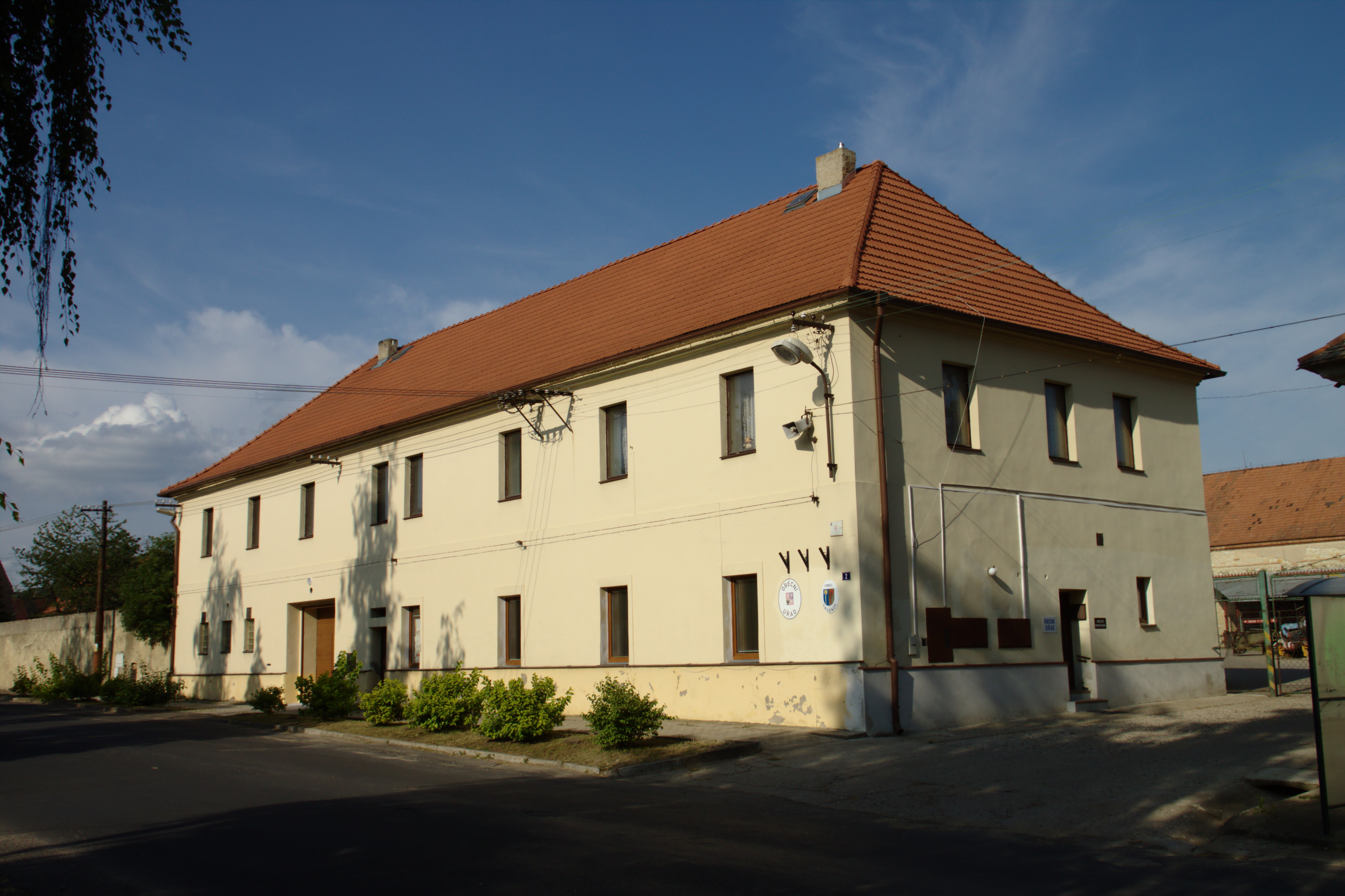
Obecní úřad
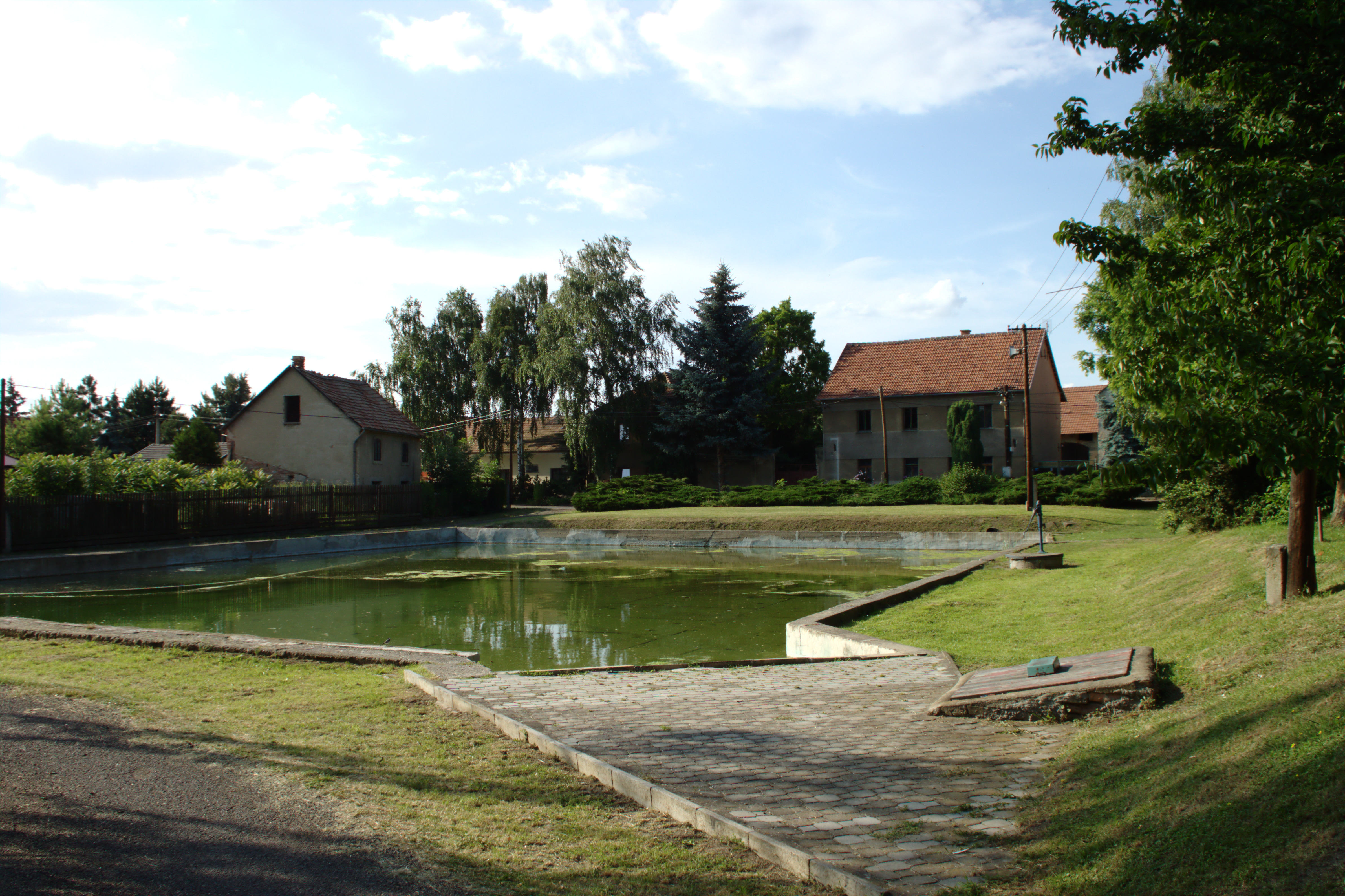
Požární nádrž